# Lemonweir (Wisconsin)
Lemonweir es un pueblo ubicado en el condado de Juneau en el estado estadounidense de Wisconsin. En el Censo de 2010 tenía una población de 1.743 habitantes y una densidad poblacional de 15,94 personas por km².

## Geografía
Lemonweir se encuentra ubicado en las coordenadas 43°47′7″N 90°0′33″O / 43.78528, -90.00917. Según la Oficina del Censo de los Estados Unidos, Lemonweir tiene una superficie total de 109.35 km², de la cual 109.23 km² corresponden a tierra firme y (0.11%) 0.12 km² es agua.

## Demografía
Según el censo de 2010, había 1.743 personas residiendo en Lemonweir. La densidad de población era de 15,94 hab./km². De los 1.743 habitantes, Lemonweir estaba compuesto por el 95.81% blancos, el 0.17% eran afroamericanos, el 2.41% eran amerindios, el 0.34% eran asiáticos, el 0% eran isleños del Pacífico, el 0.11% eran de otras razas y el 1.15% pertenecían a dos o más razas. Del total de la población el 1.55% eran hispanos o latinos de cualquier raza.